# Meidum-Pyramide
Die Meidum-Pyramide wurde unter dem altägyptischen König Snofru (4. Dynastie) in Meidum in drei Bauphasen erbaut und war die fünfthöchste der altägyptischen Pyramiden. Das fertige Bauwerk wurde wahrscheinlich nicht als Grabmal des Königs verwendet, sondern diente als Kenotaph (Scheingrab). Das heutige Erscheinungsbild der Meidum-Pyramide ist durch die Ruine des Pyramidenkerns und den sie umgebenden Schuttgürtel geprägt, wodurch der Pyramidencharakter kaum mehr erkennbar ist.

## Erforschung
Der eigentümliche Zustand der Pyramide zog bereits früh die Aufmerksamkeit der Anwohner und Besucher auf sich, die das Bauwerk als el-ahram el-kaddab (falsche Pyramide) bezeichneten. Ein Bericht des arabischen Geschichtsschreibers Taqi ad-Din al-Maqrizi aus dem 12. Jahrhundert beschreibt die Pyramide als fünfstufigen Berg – ein Zeichen, dass die Abtragung durch Steinraub und Erosion damals noch nicht so weit fortgeschritten war.
Frederic Louis Norden besuchte das Bauwerk im 18. Jahrhundert und berichtete nur noch von drei sichtbaren Stufen. Eine erste, kurze Untersuchung erfolgte 1799 durch die Ägyptische Expedition Napoleons. 1837 untersuchte und vermaß John Shae Perring das Bauwerk, gefolgt von Karl Richard Lepsius im Jahre 1843. Letzterer katalogisierte das Bauwerk unter der Nummer LXV in seiner Pyramidenliste.
Gaston Maspero gelang es schließlich, den Eingang zum Unterbau der Pyramide zu finden, aber eine ausführliche Untersuchung erfolgte erst zehn Jahre später durch Flinders Petrie in Zusammenarbeit mit Percy Newberry und George Fraser. Diese Untersuchung umfasste sowohl das Pyramideninnere als auch den Aufbau und förderte zudem den Pyramidentempel, den Aufweg sowie eine größere Zahl Privatgräber zu Tage. Es folgte eine zweite Untersuchung durch Petrie, diesmal zusammen mit Ernest Mackay und Gerald Wainwright, in deren Rahmen auch ein Tunnel in den Pyramidenkorpus getrieben wurde, wodurch zehn geneigte Schalen des Mauerwerks der Pyramide nachgewiesen wurden. Petrie berichtete zudem, dass die Pyramide zu seiner Zeit noch den Anwohnern als Steinbruch diente.
Eine nur wenige Tage dauernde Erforschung der Pyramide durch Ludwig Borchardt ergab eine derartige Fülle an neuen Informationen, dass er damit ein ganzes Buch veröffentlichen konnte, das immer noch hoch geschätzt wird. Die Ausgrabungen ergaben zudem die Überreste einer Rampenkonstruktion, die für den Bau der Pyramide verwendet wurde.
Eine britisch-amerikanische Expedition unter Alan Rowe untersuchte in den 1920er Jahren die Pyramide, jedoch erhielt das Bauwerk danach für über 50 Jahre wenig Aufmerksamkeit, bis in den 1970er Jahren ägyptische Archäologen unter Ali el-Kholi den Schuttgürtel der Ruine untersuchten.
Gilles Dormion und Jean-Yves Verd'hurt fanden 1999 bei endoskopischen Untersuchungen bislang unbekannte Druckentlastungskammern und -gänge über den Gangkammern und der abfallenden Passage.

### Theorien zum Zustand der Pyramide
Eine zeitweilig sehr populäre, aber innerhalb der ägyptologischen Forschung nicht anerkannte Theorie über den Zustand der Pyramide ist die des Physikers Kurt Mendelssohn, dass es während des Baus zu einer Katastrophe gekommen und der Außenmantel sowie Teile äußerer Steinschichten, die als Erweiterung über einen ursprünglich kleineren Bau gelegt worden waren, abgerutscht sei, wodurch die innere Struktur der Pyramide sichtbar wurde. Diese Theorie konnte bereits zur Zeit ihrer Veröffentlichung dadurch widerlegt werden, dass im verschütteten Pyramidentempel Graffiti gefunden wurden, die aus dem Neuen Reich stammen. Zudem entsprechen die Ablagerungsschichten des Schuttgürtels nicht einem einmaligen Abrutschvorgang, sondern einem Entstehen über einen längeren Zeitraum. Der Theorie widerspricht zudem, dass beim Wegräumen der Trümmer zwar spätere Überreste gefunden wurden, jedoch keine Seile, Hölzer oder gar Arbeiterleichen aus der 4. Dynastie. Daher wird heute allgemein von einem schrittweisen Abrutschen der Verkleidung, vermutlich während des Steinraubs, ausgegangen. Korrekt ist aber Mendelsohns Darstellung, der mehrphasige Bauprozess habe zum Abrutschen geführt, da alle Bauphasen jeweils mit einem geglätteten Steinmantel abschlossen und zwischen den jeweiligen Bauschichten daher keine kraftschlüssige Verbindung bestand. 
In jüngerer Zeit wurde zudem von George Johnson angenommen, die Pyramide von Meidum sei niemals fertiggestellt worden, und der heute sichtbare Schutthaufen um die Pyramide herum sei eine Folge des Abbaus der Rampe gewesen. Eine noch vorhandene Rampenkonstruktion könnte zudem erklären, warum hier der Steinraub von oben nach unten und nicht umgekehrt als bei den meisten anderen Pyramiden erfolgte. Diese Hypothese widerspricht aber dem Befund des vollständig endbearbeiteten Steinmantels, dessen untersten Schichten unter der Schuttmasse freigelegt wurden. Die Steinglättung konnte erst nach Abbau massiver Rampen von Holzgerüsten erfolgen.
Mehrere Besuchergraffiti im Pyramidentempel, die auf die 18. Dynastie datiert werden, bezeugen dagegen, dass dieser bis zu dieser Zeit noch zugänglich war und der Schuttgürtel folglich noch nicht existierte. Zudem loben die Inschriften zum Teil die Schönheit des Tempels, was auch auf die Unversehrtheit des Bauwerks zu diesem Zeitpunkt hindeutet. Im Schuttgürtel um die Pyramide wurden zudem Gräber gefunden, von denen die ältesten aus der 22. Dynastie stammen und etwa 7 m über dem Niveau des Pyramidentempels liegen, was den Beginn der Zerstörung auf den Zeitraum zwischen der 18. und 22. Dynastie einschränkt. Der systematische Steinraub begann daher vermutlich, wie bei vielen anderen Pyramiden auch, zur Zeit Ramses II.

### Zuordnung

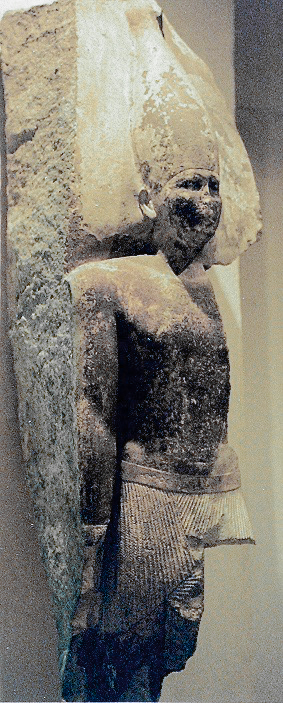
Statue des Snofru

Es herrschte lange Zeit die Meinung, diese Pyramide sei von Snofrus Vorgänger Huni erbaut worden, wofür allerdings keine zwingenden Gründe vorliegen. Diese Zuordnung erfolgte ausschließlich aus dem Grund, dass ansonsten kein Grabmal Huni zugeordnet werden kann. Allerdings lautete der Name der bei dem Bauwerk liegenden Pyramidenstadt „Djed Snofru“ („Snofru ist beständig“), und es fanden sich vor Ort ausschließlich Texte und Inschriften, die Snofrus Namen trugen und nicht die des Huni.
Auch die Theorie von Achmed Fachri, dass die Pyramide unter Huni begonnen und von seinem Nachfolger Snofru vollendet wurde, ist vor der Tatsache nicht plausibel, dass keine Pyramide eines Herrschers des Alten Reichs von dessen Nachfolger usurpiert wurde. Auch eine Vollendung des Bauwerks unter Snofru ist unwahrscheinlich, da die Fundlage bei anderen Pyramiden zeigt, dass die Könige nur die nötigsten Arbeiten am Grab ihres Vorgängers vollenden ließen, um eine Bestattung und einen funktionierenden Totenkult zu gewährleisten. Bislang wurden aber auch keine Inschriften mit Snofrus Namen direkt an der Pyramide gefunden, doch geht die Forschung aus den genannten Umständen heute davon aus, dass die Pyramide bereits von Snofru begonnen wurde.

## Bauumstände
Die Meidum-Pyramide war das erste Grabmal, das Snofru während seiner Herrschaft errichten ließ. Er wählte als Standort ein in der Nähe seiner Residenz Djed Snofru gelegenes Gelände bei der heutigen Ortschaft Meidum, das bis dato nicht als königliche Nekropole in Erscheinung getreten war.
Der Bau begann als reguläres Königsgrabmal im Stil der bis dahin erbauten Stufenpyramiden, wobei bereits in dieser Phase einige Neuerungen vorgesehen wurden wie die Verlegung der Grabkammer aus dem Untergrund in den Pyramidenkorpus.
Offenbar im Vertrauen auf eine lange Regierungszeit begann nach einigen Jahren der erste Umbau zu einer größeren Stufenpyramide. Obwohl fertiggestellt, gab Snofru das Bauwerk als Grabmal auf und begann nach der Verlegung seiner Residenz mit dem Bau einer neuen Pyramide in Dahschur, womit die Meidum-Pyramide nun eine Funktion als Kenotaph erfüllen sollte.
Der finale Umbau der Stufenpyramide in eine echte Pyramide erfolgte nach einer mehrjährigen Bauunterbrechung, als Snofru in Dahschur bereits mit dem Bau seiner dritten Pyramide begonnen hatte. Dies ist nach Stadelmann darauf zurückzuführen, dass sie nun als Königskultstätte das Gottkönigtum repräsentierte und somit auch ein Abbild des tatsächlichen königlichen Grabmals darstellen musste.
Als Baumeister der Meidum-Pyramide gilt der Wesir und Sohn des Königs Nefermaat, der den Titel eines „Vorstehers aller königlichen Bauarbeiten“ trug. Seine Mastaba (M16) befindet sich einige hundert Meter nördlich der Pyramide.

## Die Pyramide
Durch ihre Bauweise und Baugeschichte wird die Pyramide von Meidum als Übergang von der Stufenpyramide zur echten Pyramide angesehen.
Das heutige Erscheinungsbild dieser Pyramide ist das eines dreistufigen Turmes, der aus einem Trümmerhaufen herausragt, was auf das Wegbrechen des Außenmantels und der Stufenverfüllungen zurückzuführen ist.
Das Baumaterial für den Kernbereich stammt aus etwa 800 m südlich der Pyramide gelegenen Steinbrüchen.

### Bauphasen

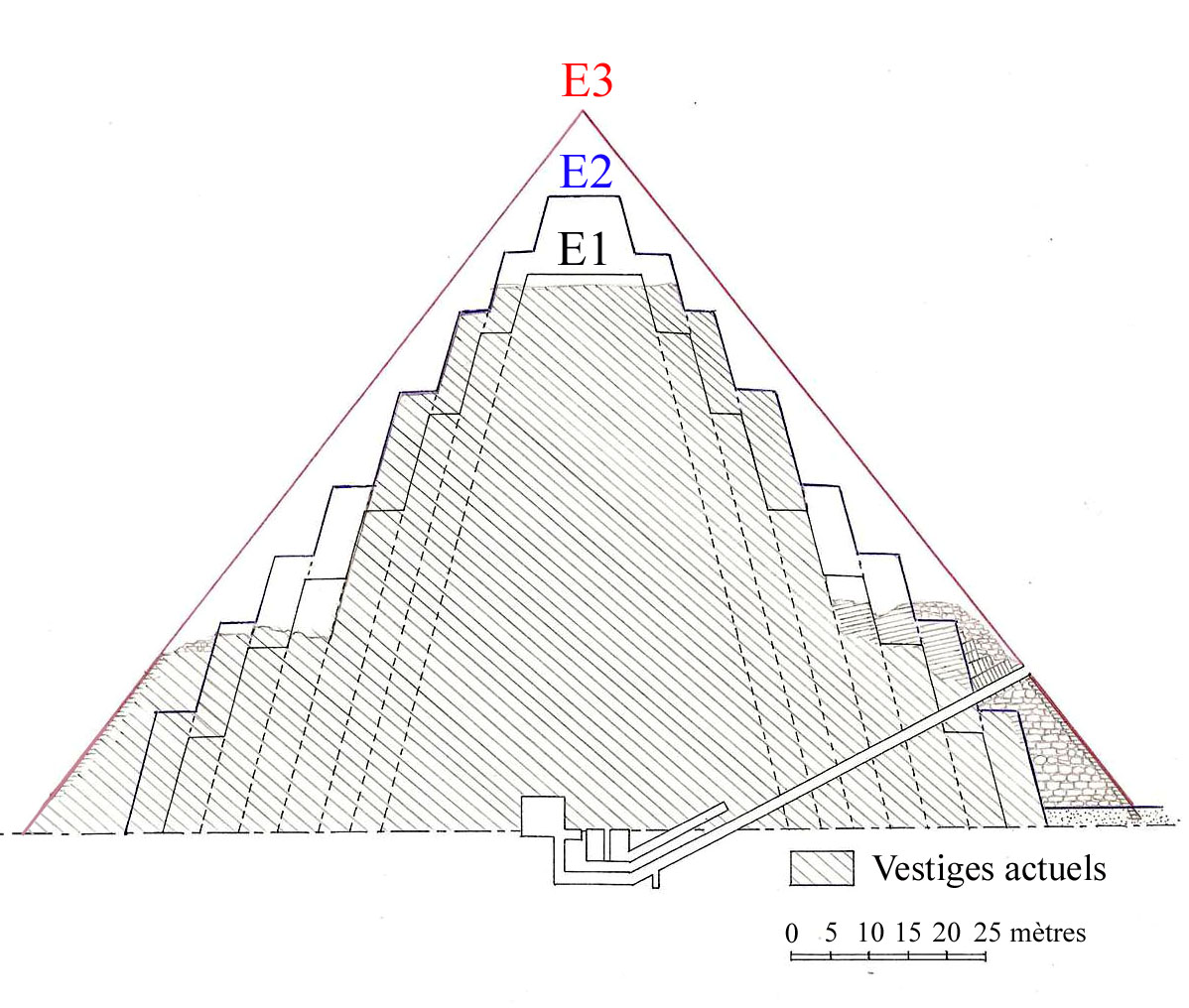
Die drei Bauphasen der Pyramide (heute erhaltener Teil schraffiert)

Durch den stark ruinösen Charakter des Bauwerks ist heute gut zu erkennen, dass die Pyramide in mehreren Phasen errichtet wurde, da Elemente aus allen Bauphasen freiliegen. Dadurch sind die verschiedenen Bautechniken erkennbar und durch Baugraffiti, die Petrie auf einigen Blöcken fand, auch innerhalb der Herrschaft Snofrus datierbar.
Dass die Pyramide von Meidum bauhistorisch einen wichtigen Übergang von einer Stufenpyramide zu einer echten Pyramide darstellt, zeigt sich Peter Jánosi zufolge an den jeweiligen Bauetappen: Sie wurde als siebenstufiger Bau im Stil der 3. Dynastie begonnen, wurde dann aber, etwa nach Erreichen der fünften Stufe um eine weitere Steinschale statt auf sieben auf acht Stufen erhöht. In seinen letzten Regierungsjahren entschloss sich Snofru anscheinend dafür, die Pyramide in eine geometrisch richtige Pyramide mit einem Neigungswinkel von 51°50’35’’, der dem der Cheops-Pyramide sehr nahekommt, umzubauen. Und so weist die Pyramide nach ihrer Fertigstellung einen Kern im Stil der 3. Dynastie und eine Umhüllung in Form einer echten Pyramide aus der 4. Dynastie auf.

#### 1. Phase (E1)
Die ursprüngliche Pyramide wurde nach der gleichen Bauweise wie die Stufenpyramiden der 3. Dynastie begonnen. Sie bestand aus nach innen geneigten Schichten mit einem Böschungswinkel von 75° aus lokalem Kalkstein, der außen mit glatten Steinen aus feinem Kalkstein verkleidet war. Diese erste Bauphase hatte eine Basislänge von etwa 105 m und sollte in sieben Stufen eine Höhe von 71 m erreichen. Nach der Errichtung bis zur vierten oder fünften Stufe fand eine Planänderung statt und sie wurde in einer zweiten Phase erweitert.
Der einzige Bauunterschied zu den früheren Stufenpyramiden war, dass einige Teile der Substruktur nun im Pyramidenkorpus lagen, während sie zuvor komplett in den Felsuntergrund gegraben waren.

#### 2. Phase (E2)

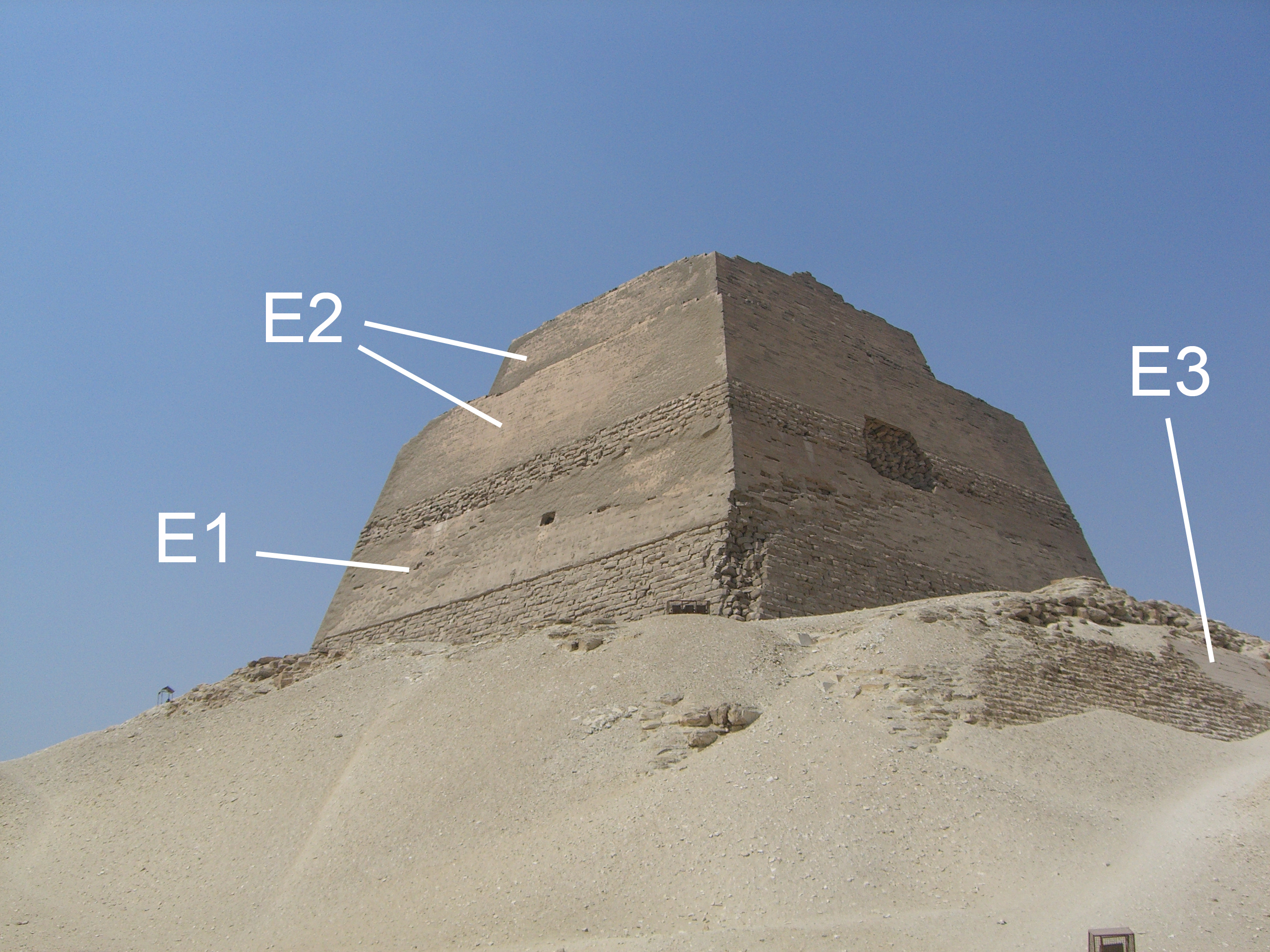
Oberflächen aller drei Bauphasen (E1, E2 und E3) sind in der Ruine erkennbar

Die zweite Bauphase umfasste die Erhöhung der Pyramide um eine achte Stufe. Dazu wurde eine weitere Mauerschicht mit einem Neigungswinkel von 75° hinzugefügt, was zu einer Verbreiterung der Basis auf 120 m und einer Höhe von 85 m führte. Die bereits angebrachte Verkleidung der ersten Phase blieb beim Bau am Platz und wurde einfach übermauert. Auch die neue Schicht der zweiten Bauphase erhielt wieder die feine Kalksteinverkleidung. Die Fertigstellung der Stufenpyramide dieser Form erfolgte etwa im 14. Regierungsjahr und das Bauwerk war so nach der Djoser-Pyramide erst die zweite große Pyramide, die auch fertiggestellt wurde.
Die Besonderheit dieser Bauphase (ebenso wie der 3. Phase) lässt Rückschlüsse auf die Rampenbauweise zu, denn die Bauerweiterung bestand in einem ringförmigen Bauwerk von 20 Ellen oder 10 m Breite auf voller Höhe, die Transportrampe muss also in Volumen und Aufwand zu dieser schmalen Baustelle in Relation gestanden haben. Das trifft nur auf eine Tangentialrampe zu, die pro Stufe zweiläufig angelegt war, um ein maximales Gefälle von 10 % nicht zu überschreiten, also eine Breite von 5 m haben konnte. Eine weitere Besonderheit ist die "Baufuge" auf der Stufe 3 und 4 dieser Bauphase, die durch das Abrutschen von E3 freiliegt. Es handelt sich um einen von Borchardt vermessenen und beschriebenen, heute noch gut sichtbaren Versprung des Mauerwerks auf der südlichen Ostseite um wenige Zentimeter. Durch die Fuge ergibt sich ein Anschluss an ein vermutetes Rampenbauwerk von knapp 5 m mit steilen Seitenwänden. Borchardt schloss daraus auf eine geradlinige Transportrampe in voller Höhe, was schon wegen der hohen Absturzhöhe unpraktikabel erscheint, aber der Befund auch ausschließt, da die Fuge an Stufe 3 schmaler ist als an Stufe 4. Stattdessen könnte es sich um die Spuren des Anschlussbauwerks an die jeweils zweiläufige tangentiale Transportrampe handeln.
Trotz der Fertigstellung ließ Snofru aber in Dahschur zwei weitere Großpyramiden errichten, was darauf schließen lässt, dass er keine Bestattung in Meidum mehr plante. Dementsprechend war die Ausführung der übrigen Komponenten des Pyramidenkomplexes wie des Totentempels nur kümmerlich, da kein Totenkult zelebriert werden musste.

#### 3. Phase (E3)
Um das 28. oder 29. Regierungsjahr begann der Umbau der fertigen Stufenpyramide zu einer echten Pyramide. Die Datierung basiert auf Bauarbeiterinschriften auf Steinen dieser Phase, die die Jahre der 15., 16. und 17. Viehzählung angeben, was den Regierungsjahren 30–33 entspricht. Das Mauerwerk dieser Phase wurde in horizontalen Schichten verlegt, wie es zuvor im oberen Teil der Knickpyramide und der roten Pyramide eingeführt wurde. Die Verkleidung der Stufen der zweiten Bauphase blieb dabei intakt und wurde übermauert. Auch die dritte Bauphase erhielt wieder eine Verkleidung mit feinem Kalkstein aus Tura, die zum Teil unter dem Schuttgürtel erhalten ist. Die Neigung der Pyramidenflächen war mit 51°50’ wieder steiler als bei der roten Pyramide und ähnelt damit dem Wert der späteren Cheops-Pyramide. Durch diese Erweiterung wuchs die Basislänge auf 147 m und die Höhe der vollendeten Pyramide auf 93,5 m, was sie zur fünfthöchsten Pyramide in Ägypten machte. Das Gesamtvolumen der Pyramide betrug 638.733 m³.
Es ist jedoch unklar, ob die dritte Bauphase vollendet wurde. Möglicherweise blieben Baurampen erhalten, die späteren Steinraub erleichterten und erklären könnten, warum der Steinraub im Gegensatz zu den meisten anderen Pyramiden hier von oben nach unten stattfand. Dagegen spricht aber die vollendete Glättung des Steinmantels in den freigelegten unteren Schichten. Die Katastrophentheorie, dass die neue Verkleidung beim Bau abrutschte, konnte durch Untersuchungen der Trümmerhalde mittlerweile widerlegt werden.

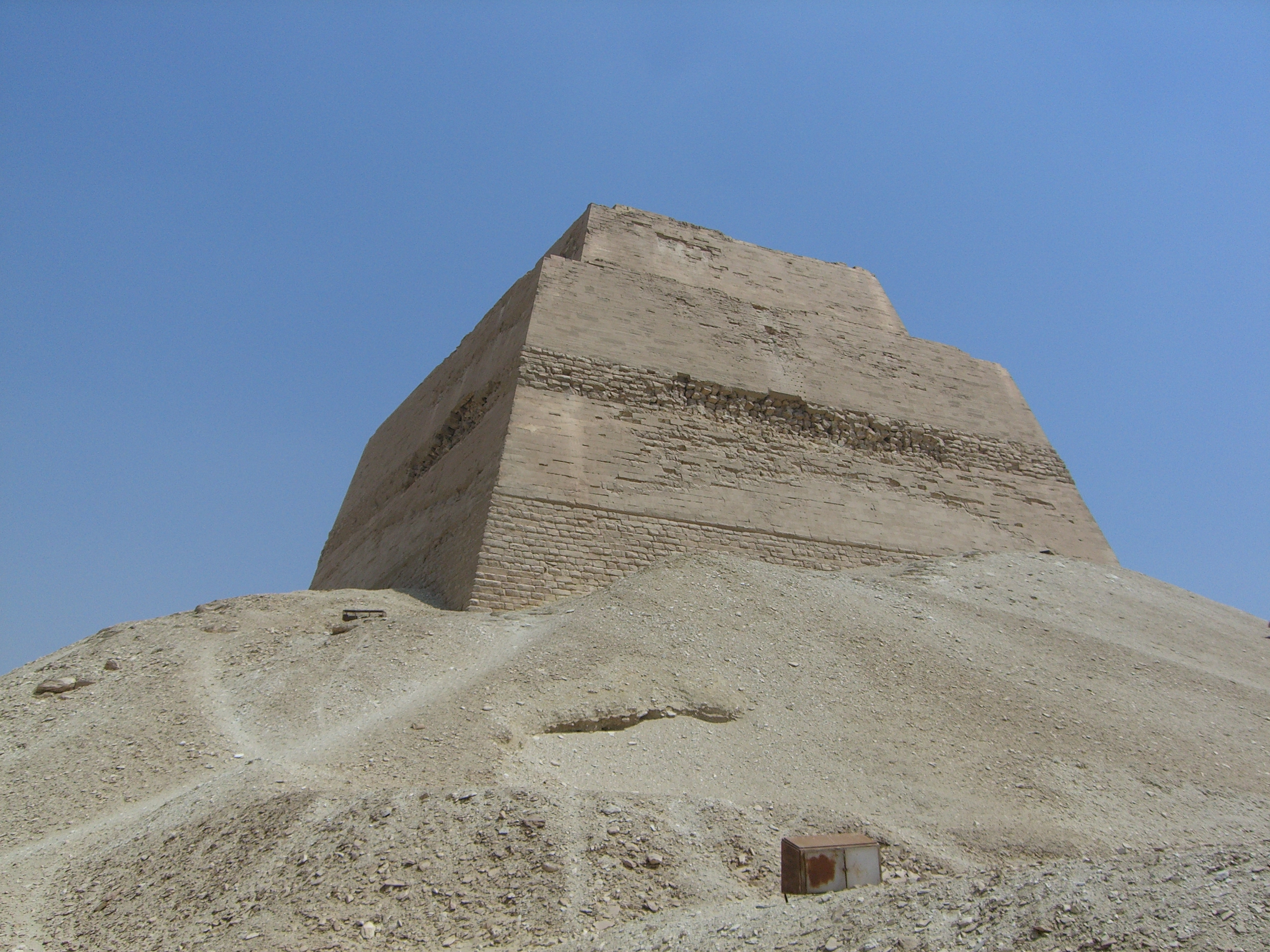
Detail der Fassade (1. und 2. Bauphase)
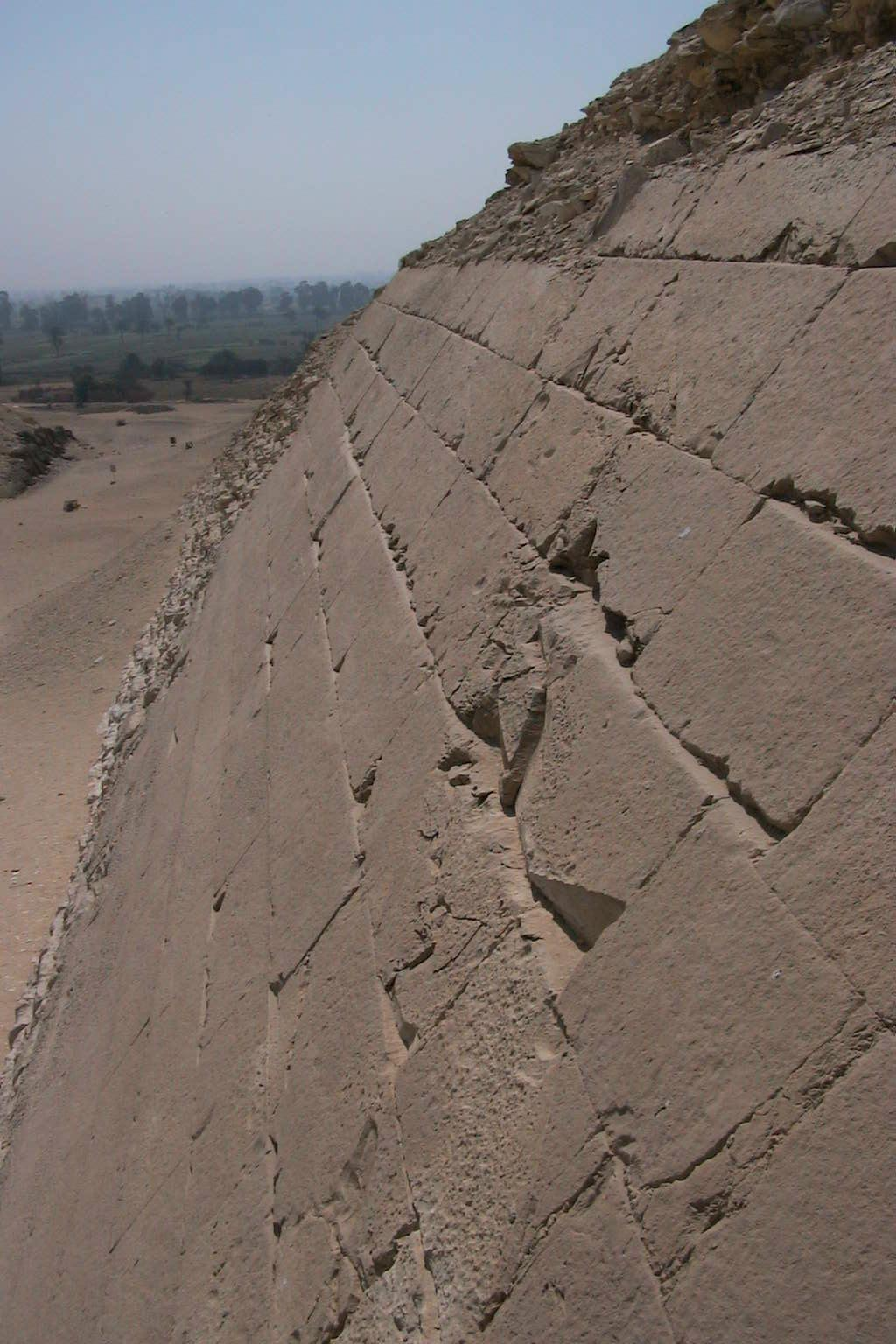
Detail der Fassade (3. Bauphase)
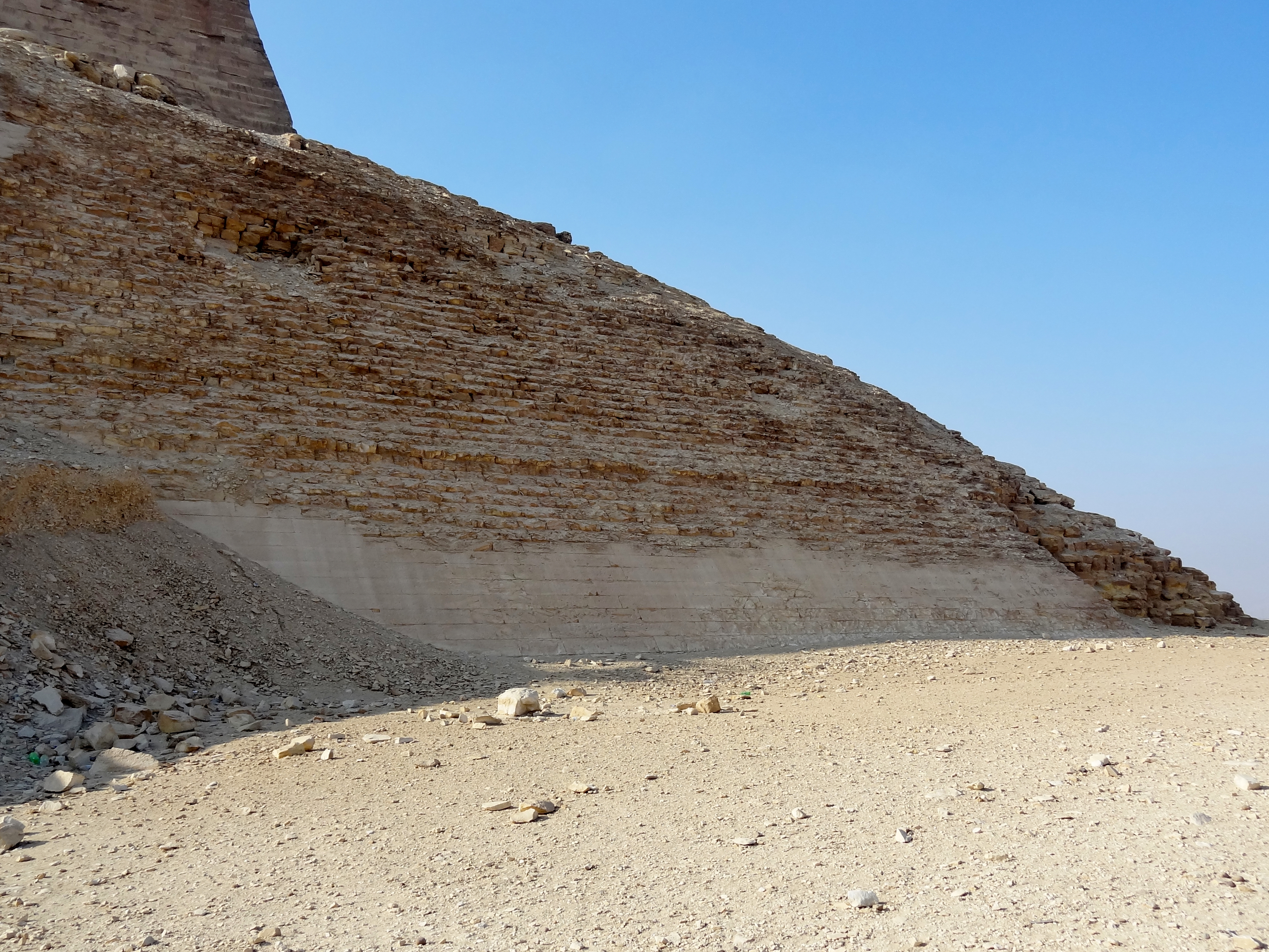
Verkleidungssteine (3. Bauphase)
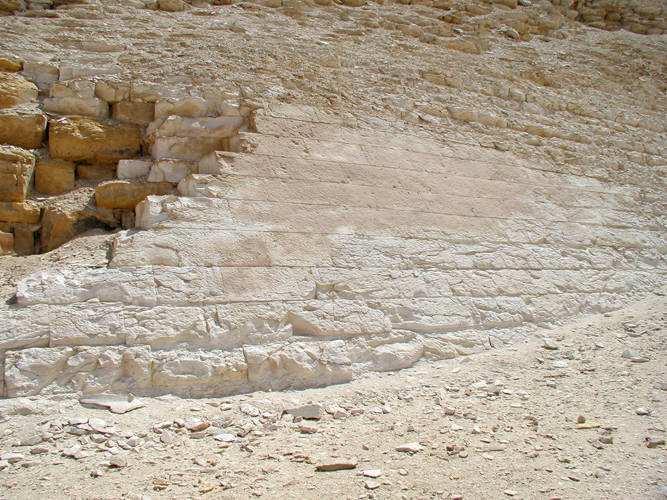
Detail der Verkleidungssteine (3. Bauphase)

### Substruktur

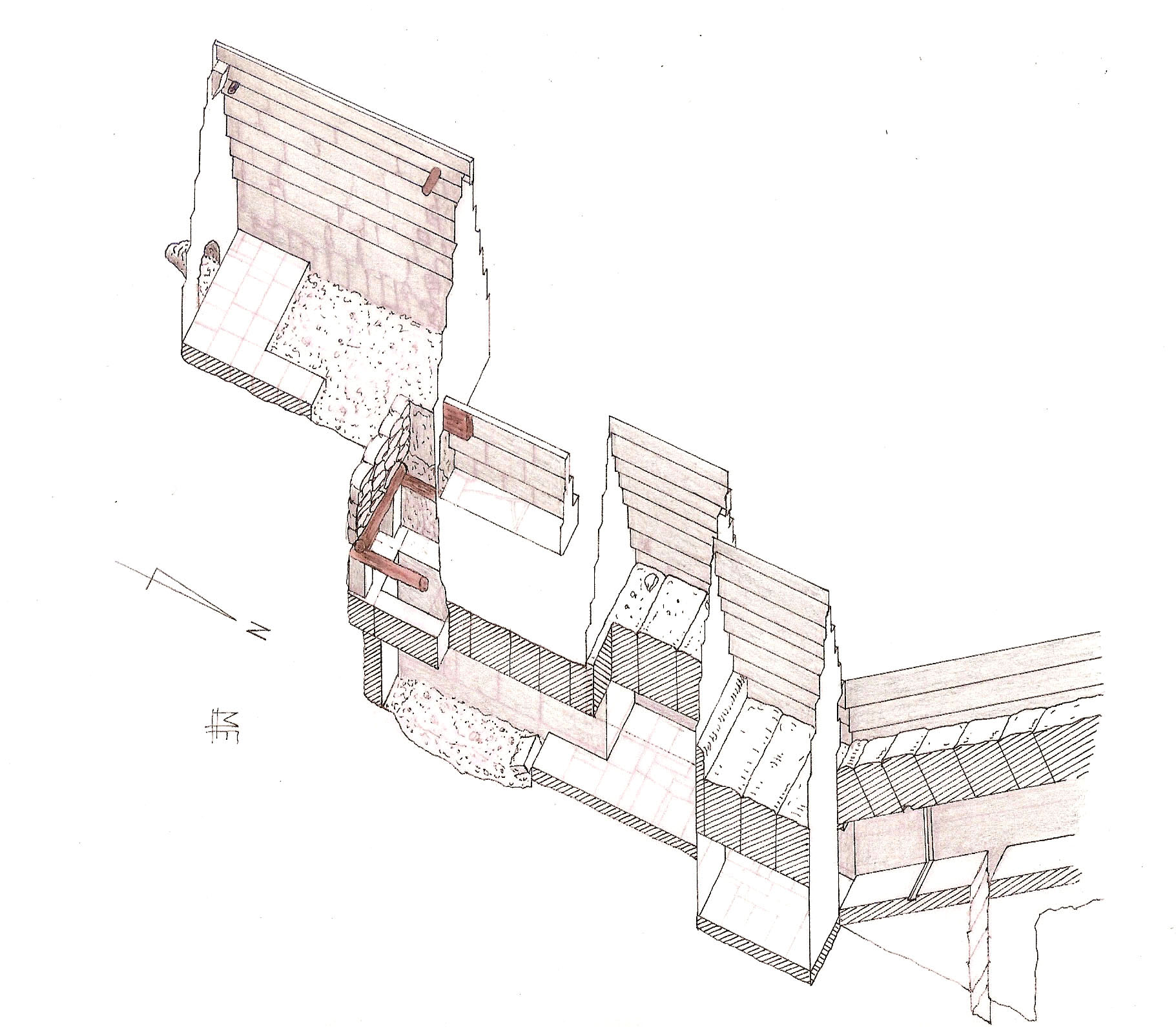
Das Kammersystem mit den Entlastungskammern

Beim Entwurf der Substruktur wurden neue Wege beschritten, die sich von den bisherigen Unterbauten deutlich unterschieden und die als Vorbild für den weiteren Pyramidenbau dienen sollte. Hier war erstmals ein Teil der Kammer nach oben in den Pyramidenkorpus verlegt. Die unterirdischen Teile waren nicht mehr aus dem Fels gehauen, sondern wurden in einer langen, offenen Grube ausgemauert, was die am häufigsten angewandte Technik für den Bau der Substruktur werden sollte.
Der Eingang zur Pyramide befindet sich auf der Nordseite in ca. 18,5 m Höhe. Von hier führt ein 1,55 m hoher und 0,85 m breiter Gang  nach unten. Kurz vor dem Ende der absteigenden Passage findet sich ein kleiner, senkrechter Schacht, der vermutlich eindringendes Wasser ableiten sollte, um die Flutung der unterirdischen Teile bei Regenfällen während des Baus zu verhindern. Die Passage mündet direkt in der ersten Gangkammer, die eine nischenartige Erweiterung des Gangs nach links darstellt, aber die gleiche Höhe von 1,75 m besitzt. Ihre Maße betragen 2,60 m × 2,20 m. Von dort gelangt man direkt in die zweite Gangkammer, die etwa die gleichen Ausmaße wie die erste hat (2,65 m × 2,10 m), sich aber auf der rechten Seite des Gangs befindet. Beide Gangkammern haben eine flache Decke, deren Steinplatten sich über die ganze Breite erstrecken und keine Risse aufweisen.
Die beiden Gangkammern könnten Verschlusssteine enthalten haben, die beim Versiegeln der Pyramide aus den Nischen in den Gang verschoben wurden. Stadelmann sieht darin zudem die erste Verwirklichung des Dreikammern-Schemas, das sich mit Variationen durch die Pyramiden der 4. Dynastie erstreckt.
Nach der zweiten Gangkammer führt ein 4,55 m langer Gang zu einem senkrechten Schacht, der zur eigentlichen Hauptkammer nach oben führt. Die Grabkammer hat die Ausmaße 5,90 m × 2,65 m und eine Höhe von 5,05 m und ist wie bei bisherigen Bauten noch in Nord-Süd-Richtung ausgerichtet. Den oberen Abschluss bildet ein Kraggewölbe, das den Druck des Mauerwerks seitlich an der Kammer ableitet. In der Grabkammer befindet sich kein steinerner Sarkophag, noch wurden Trümmer eines solchen gefunden. Da der Sarkophag nicht durch den senkrechten Schacht in die Kammer gebracht werden konnte, ist daraus zu schließen, dass die Kammer niemals einen solchen enthielt. Im Gewölbe der Kammer als auch im senkrechten Schacht befinden sich Holzbalken, die vermutlich ursprünglich der Einbringung des hölzernen Sargs dienen sollten.
Im Gang- und Kammersystem finden sich keine Lagerräume oder Magazingalerien, die bei den Pyramiden der 3. Dynastie in großer Zahl im Unterbau oder im Komplex vorhanden waren.

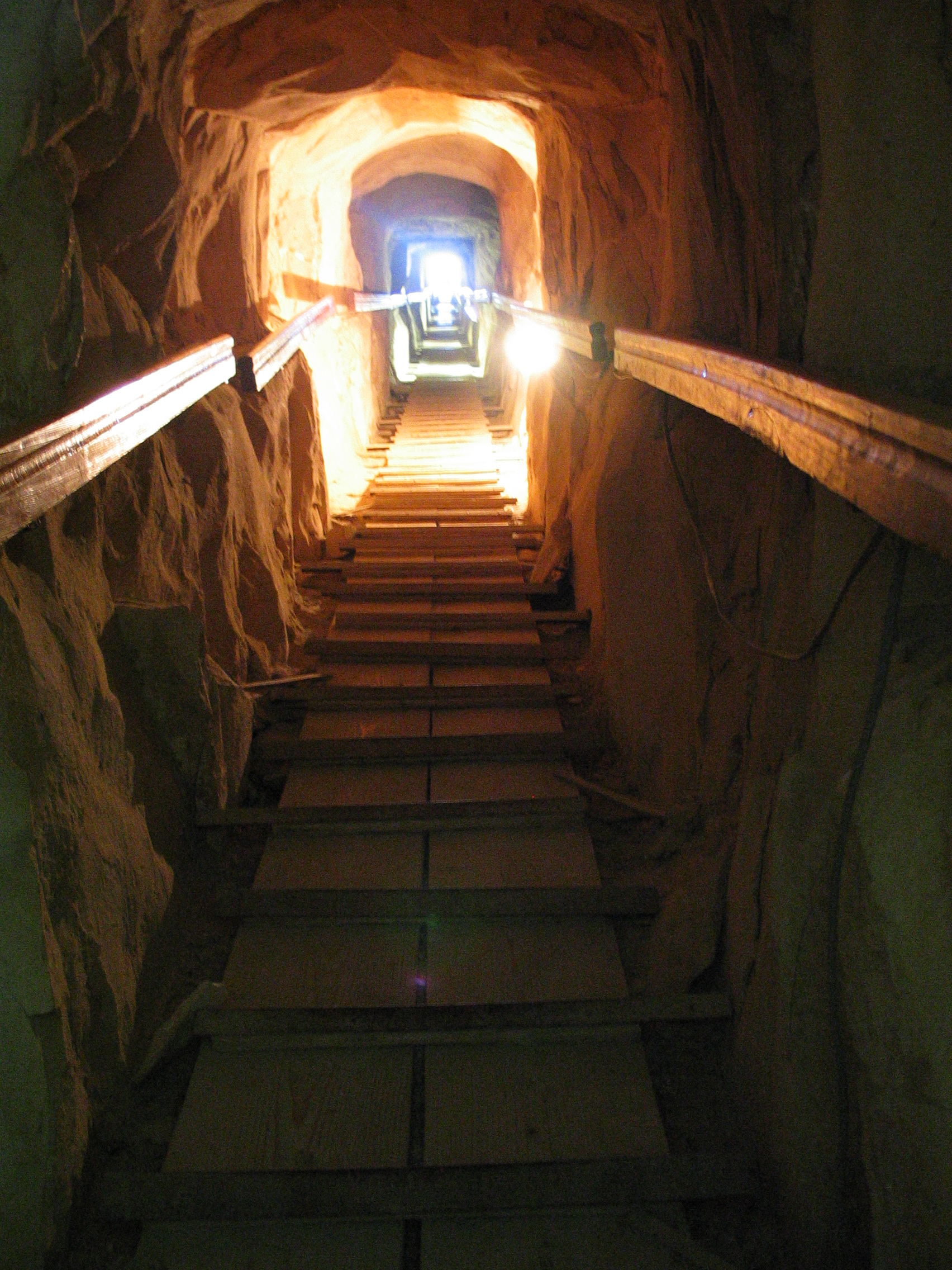
Der absteigende Gang
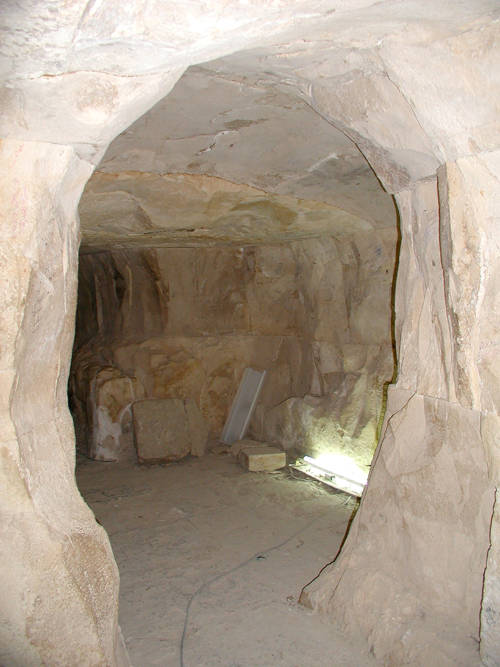
Die erste Gangkammer von der zweiten Gangkammer aus gesehen
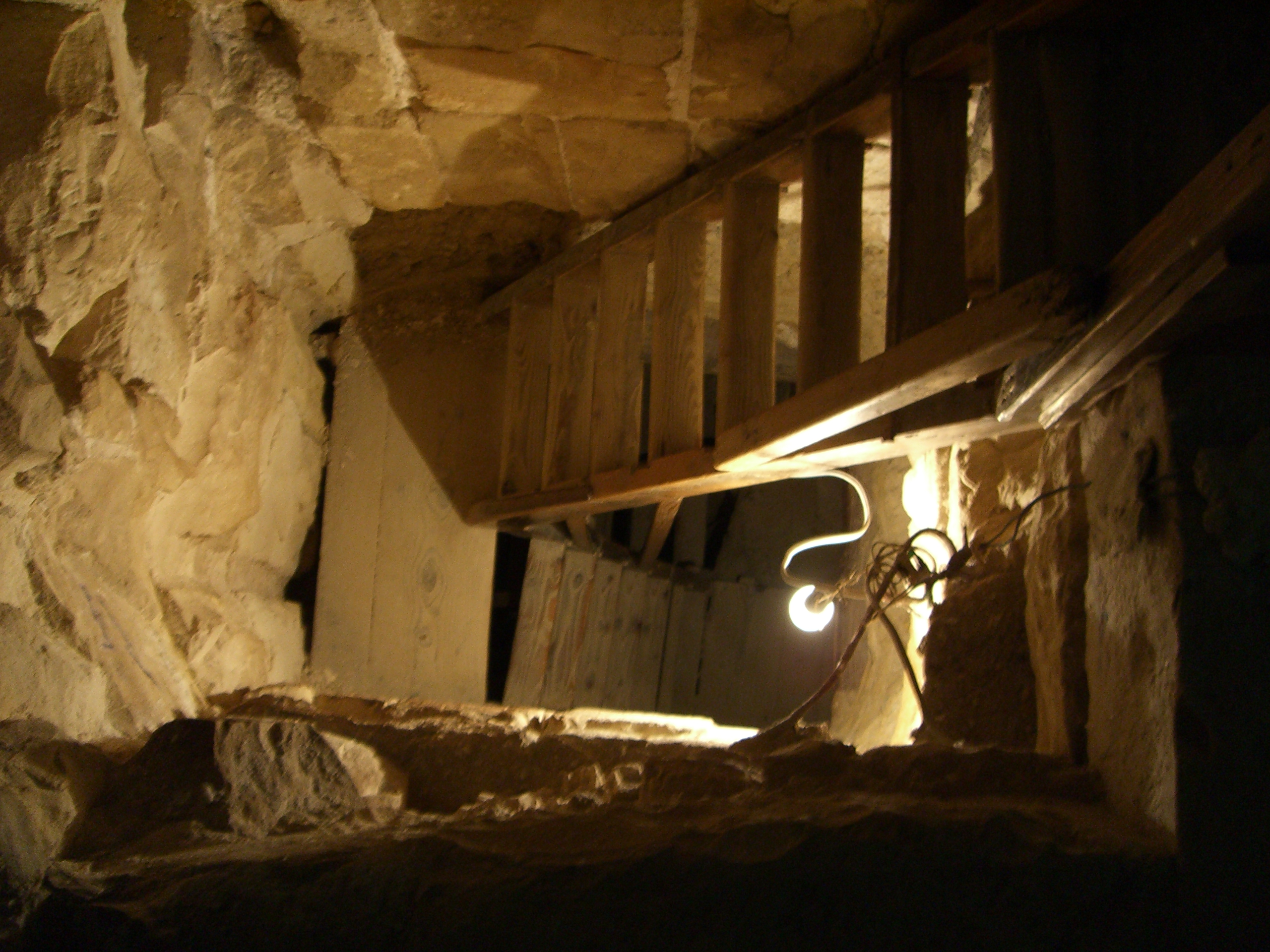
Schacht zur Grabkammer (mit modernen Holztreppen)
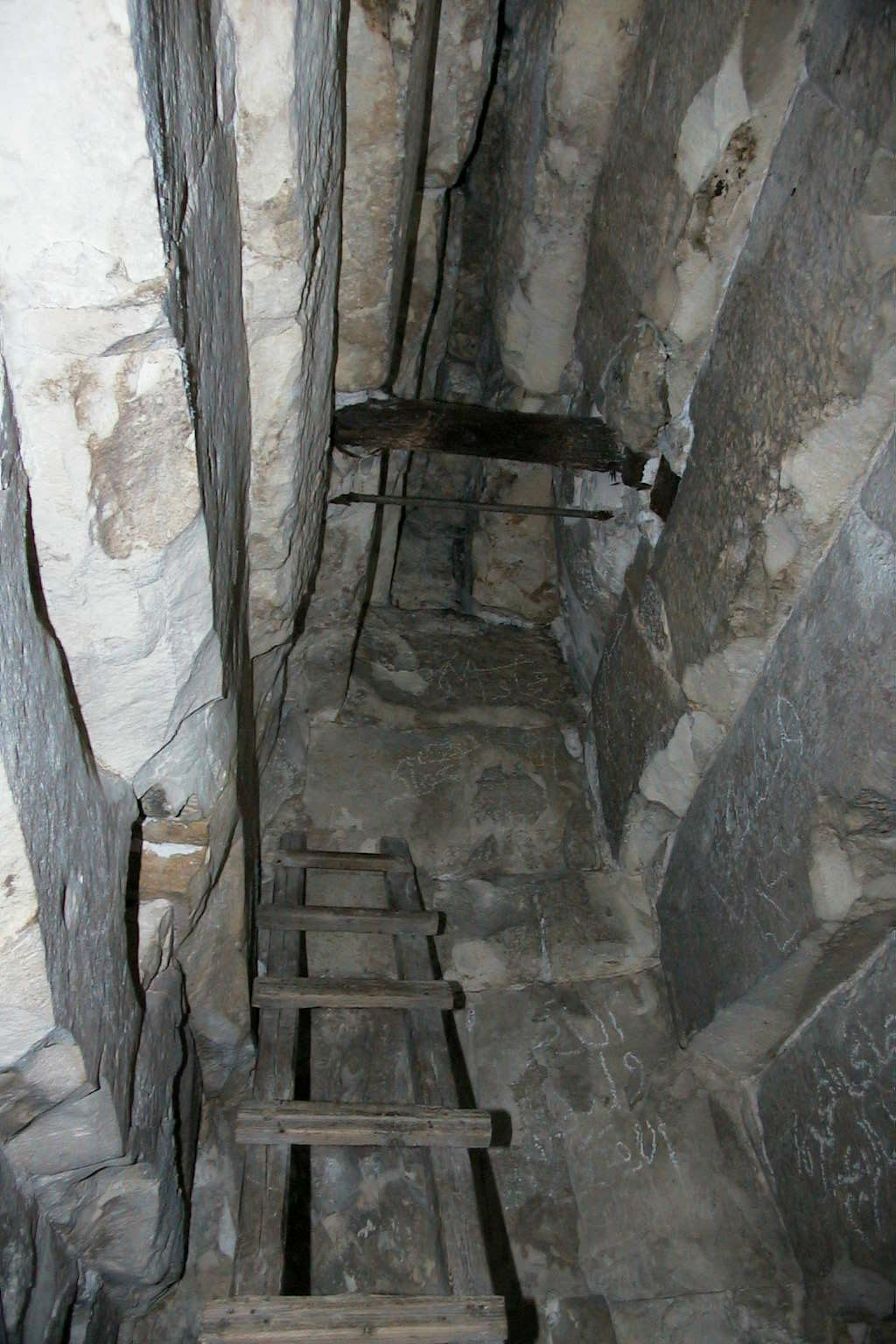
Kraggewölbe der zentralen Kammer mit einem der Holzbalken

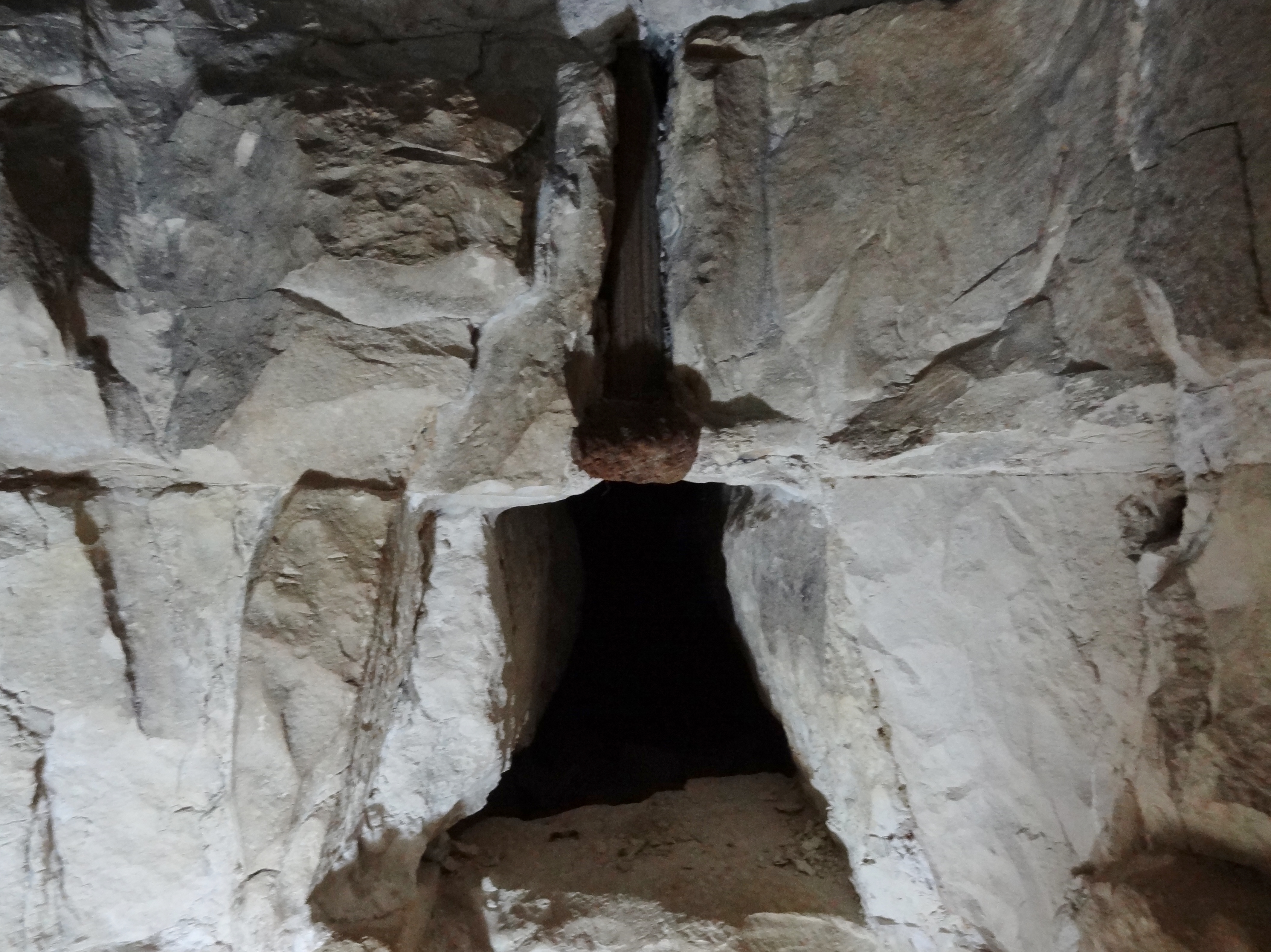
Vom senkrechten Schacht ausgehender Druckentlastungsgang

1999 entdeckten Gilles Dormion und Jean-Yves Verd'hurt Druckentlastungskammern und -gänge, die sich über den beiden Gangkammern, dem unteren Teil des abfallenden Gangs und über dem Verbindungsgang zwischen den Gangkammern und dem senkrechten Zugangsschacht befinden. Davon ist nur der kurze Gang, der von der Nordwand des senkrechten Schachts ausgeht, geöffnet worden. Alle anderen Druckentlastungskammern wurden bislang nur endoskopisch untersucht. Diese Kammern bestehen alle aus Kraggewölben, die den Druck der darauf lastenden Pyramidenmasse auf das seitlich der Kammern befindliche Mauerwerk ableiten, so dass die darunter liegenden flachen Deckensteine entlastet werden und somit Brüche vermieden werden.
Mit diesen Kammern wurde im Pyramidenbau zum ersten Mal eine Druckentlastung durchgeführt, die bei den vorherigen Bauten nicht notwendig war, da die Gänge und Kammern in den massiven Felsuntergrund gehauen oder deren Deckenbalken extrem massiv waren.

## Pyramidenkomplex

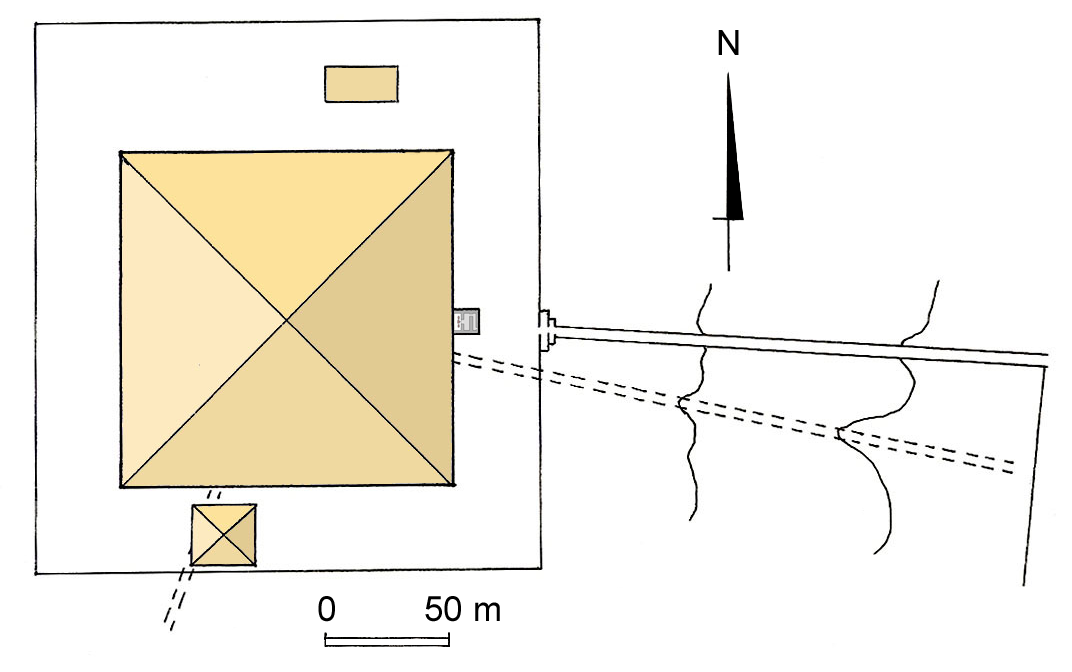
Grundriss des Pyramidenkomplexes

Der Pyramidenkomplex wurde von einer 2 m hohen Umfassungsmauer umgeben, die eine Ausdehnung von 236 m in nordsüdlicher Richtung und 218 m in ostwestlicher Richtung besaß, von der jedoch nur noch sehr wenige Reste erhalten sind. Sie umschloss mehrere Elemente, die für den späteren Pyramidenbau und einen Pyramidenkomplex prägend sein sollten. Der eingeschlossene Pyramidenhof besaß einen Boden aus getrocknetem Lehm.

### Pyramidentempel
Der ursprüngliche Totentempel, der mit Abschluss der zweiten Phase (E2) errichtet wurde, ist nicht mehr vorhanden, da er der dritten Bauphase (E3) weichen musste. Dieser ursprüngliche Tempel befand sich vermutlich auch an der Ostseite, da durch den hoch liegenden Eingang zur Pyramide der bisherige Platz an der Nordseite nicht mehr zur Verfügung stand. An seiner Stelle wurde dann, da die Pyramide zum Zeitpunkt der dritten Bauphase nicht mehr als Grab vorgesehen war, anstatt eines umfangreichen Totentempels nur ein kleiner, kapellenartiger Pyramidentempel errichtet. Dieser befindet sich erstmals nicht an der Nordseite, sondern an der Ostseite, wo sich auch bei späteren Pyramiden dann der Totentempel befand.
Der Tempel hat einen sehr einfachen Aufbau und besteht nur aus zwei Räumen, die zu einem kleinen offenen Hof an der Pyramide führen, in dem ein Altar und zwei große, unbeschriftete Stelen stehen. Die Breite beträgt 9 m und die Länge 9,18 m. Die ursprünglichen Deckenplatten des überdachten Teils des Tempels befinden sich noch unbeschädigt an ihrem Platz. Daher gilt er als der am besten erhaltene Tempel des Alten Reiches.
Tempelmagazine und Scheintüren, die stets in den größeren Totentempeln vorhanden waren, fehlen hier vollständig.
Der gute Erhaltungsgrad ist darauf zurückzuführen, dass der Tempel über lange Zeit unter dem Schuttgürtel der Pyramide verborgen und so vor Steinraub geschützt war.

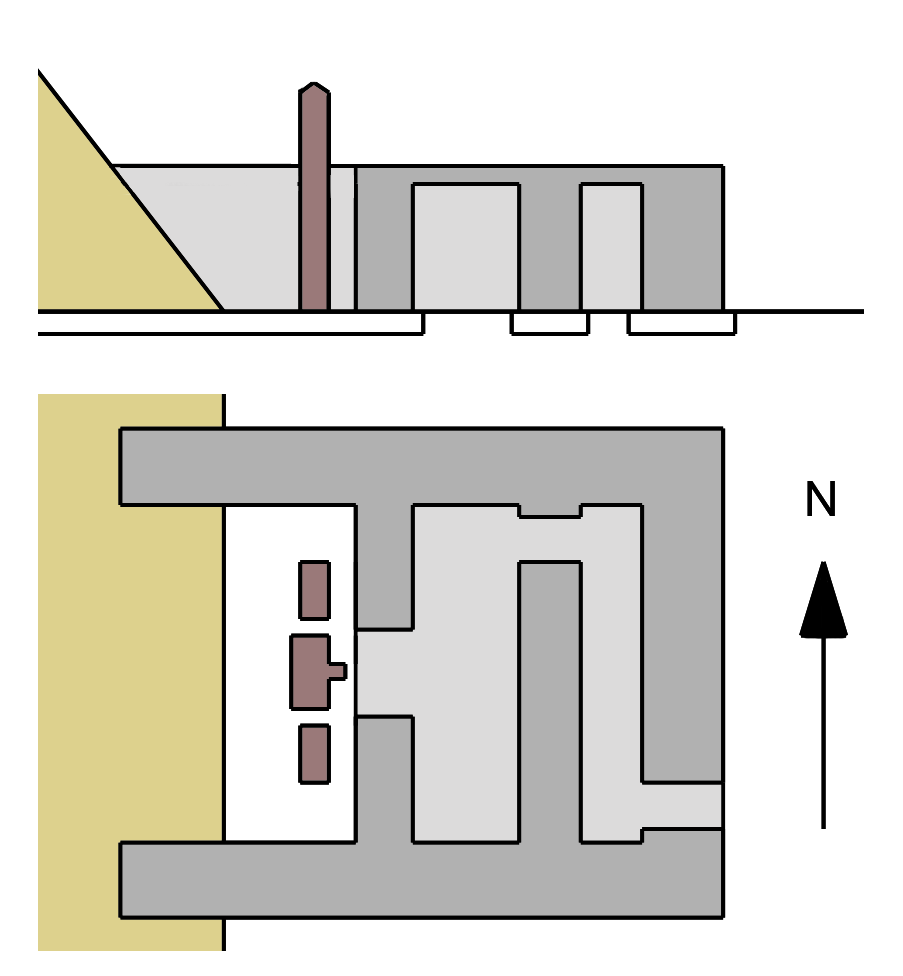
Grundriss des Pyramidentempels
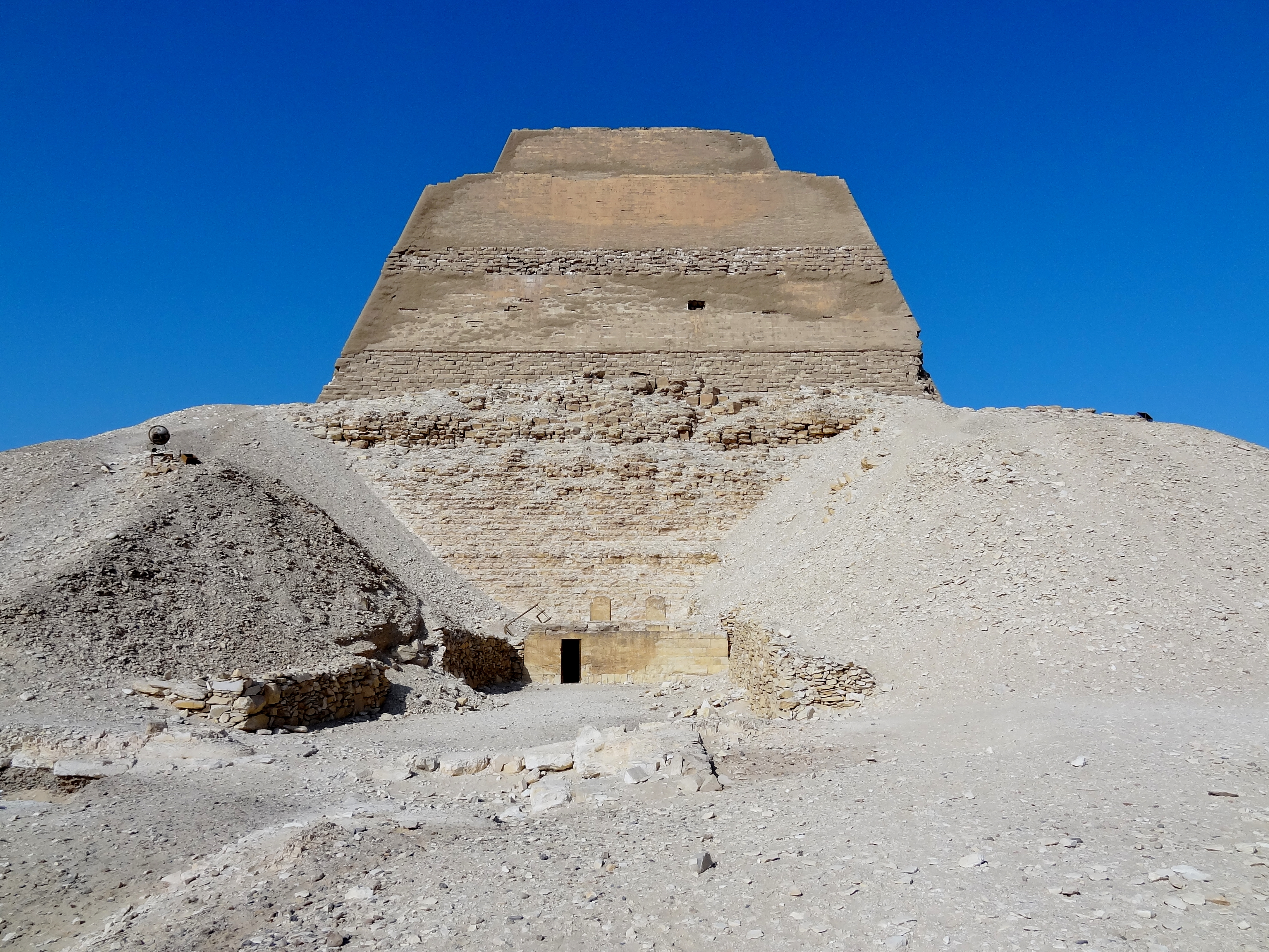
Platz vor dem Eingang zum Pyramidentempel
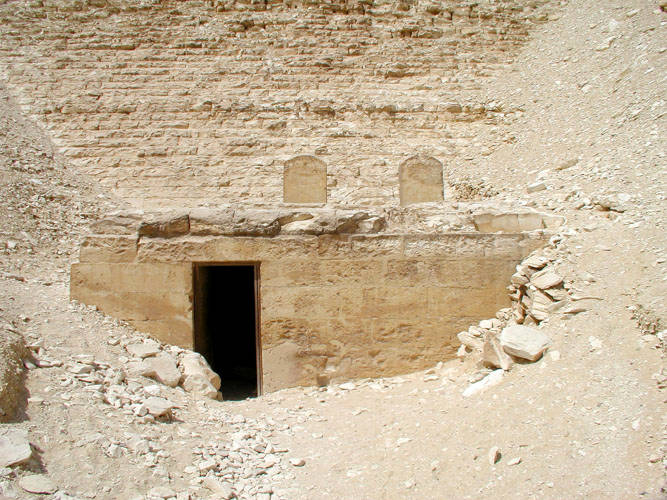
Eingang zum Pyramidentempel
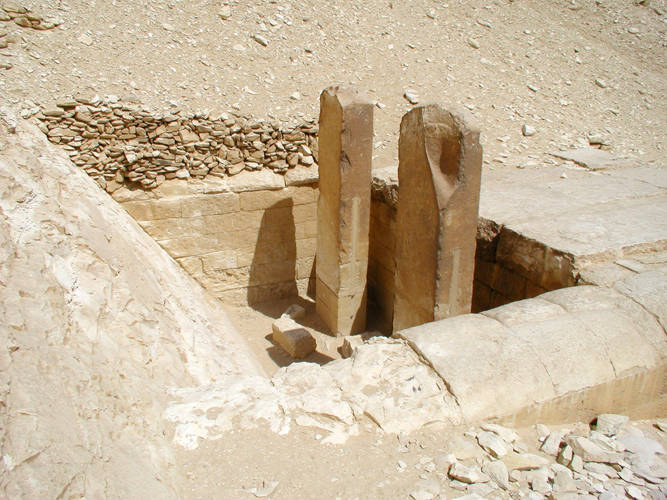
Stelen im Hof des Pyramidentempels

### Kultpyramide

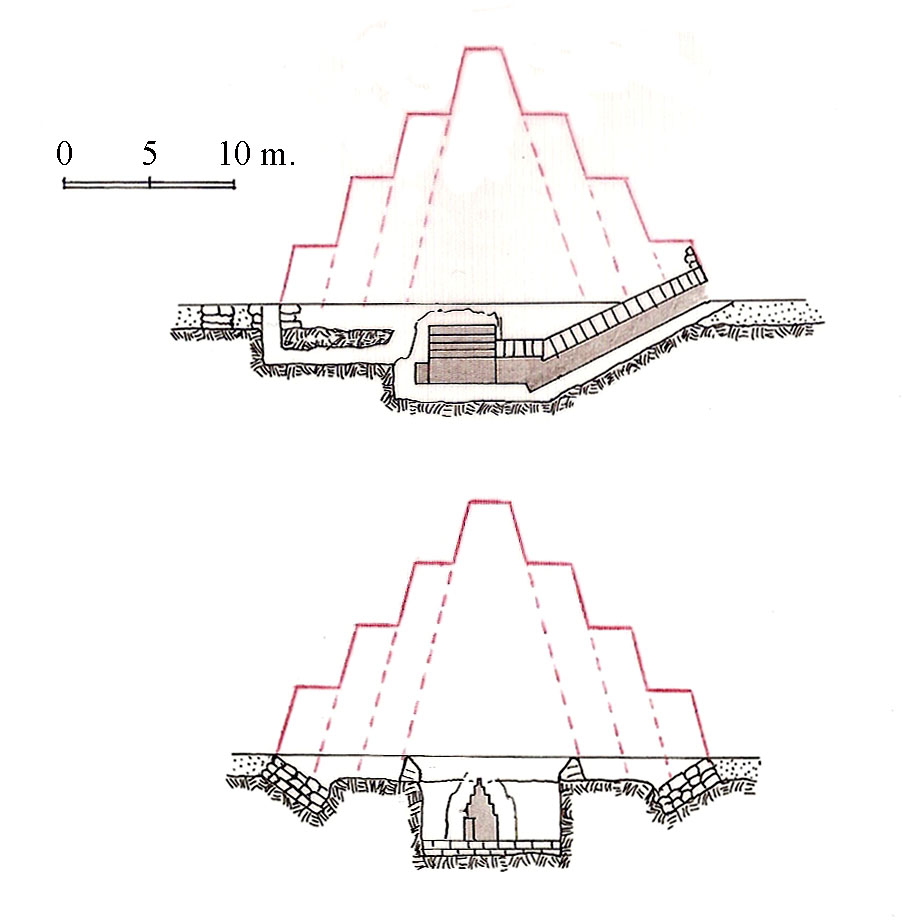
Zwei Schnitte der Nebenpyramide

An der Südseite befand sich eine kleine Nebenpyramide, deren stark beschädigte Überreste von Petrie gefunden wurden. Es handelt sich dabei um das älteste Beispiel einer Kultpyramide, die das Südgrab der früheren Stufenpyramiden funktional ersetzte.
Der gesamte Oberbau und ein Teil der Substruktur sind weitgehend zerstört. Vito Maragioglio und Celeste Rinaldi rekonstruierten aus den noch vorhandenen Teilen, dass es sich dabei vermutlich um eine Stufenpyramide mit einer Basislänge von 26,3 m und drei oder vier Stufen handelte. Das Mauerwerk war ebenso wie in der Hauptpyramide in nach innen geneigten Schichten angeordnet.
Der Unterbau ähnelte dem der Hauptpyramide und bestand aus einem abfallenden Gang, der von Norden zur Hauptkammer führte. Ausgrabungen im Bereich der Kultpyramide brachten ein Fragment einer Kalksteinstele zu Tage, auf der Horus abgebildet war.
Die bisherigen Funde erbrachten keine Hinweise, dass die Nebenpyramide ebenfalls zu einer echten Pyramide umgebaut wurde.

### Königinnengrab
Auf der Nordseite des Pyramidenhofs finden sich die Überreste eines Mastabagrabs, das vermutlich für eine der königlichen Gemahlinnen geplant war. Bei Ausgrabungen wurde zwar das Skelett einer Frau gefunden, jedoch keine Artefakte, durch die man das Grab einer bestimmten Königin zuordnen könnte.

### Aufweg

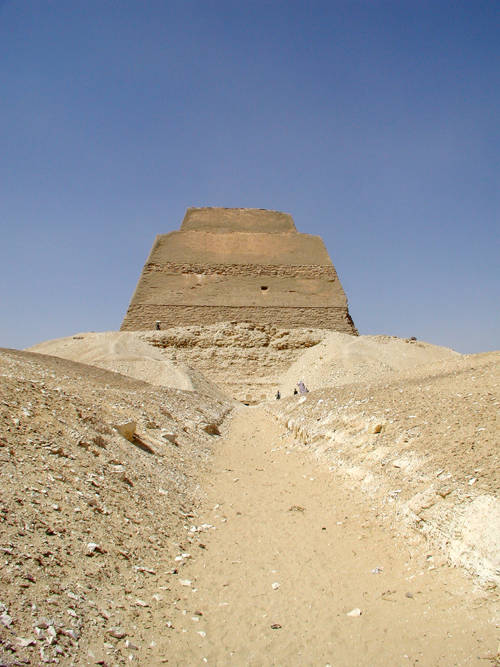
Aufweg zur Pyramide

Ein Element, das in diesem Pyramidenkomplex erstmals erschien und bei praktisch allen weiteren Pyramidenkomplexen ein Standardbestandteil wurde, war der Pyramidenaufweg. Hier wurde er in den Felsenuntergrund eingeschnitten, mit Lehm gepflastert und mit Kalksteinmauern an den Seiten versehen. Anzeichen für eine Überdachung wurden nicht gefunden. Der Aufweg wurde nur in der unmittelbaren Umgebung der Pyramide ausgegraben und nicht bis zu seinem talseitigen Ende verfolgt.
Petrie entdeckte südlich des Aufwegs einen weiteren kanalartigen Einschnitt, der aus ostsüdöstlicher Richtung direkt zur Pyramidenmitte führte. Ebenfalls in den Felsen eingeschnitten besaß dieser Lehmziegelwände. Hierbei handelt es sich möglicherweise um eine aufgegebene Vorversion des Aufwegs.

### Taltempel
In der Verlängerung des Aufwegs befindet sich bei späteren Pyramiden stets der Taltempel. Hier hingegen wurden bei Ausgrabungen lediglich einige Lehmziegelmauerreste gefunden. Dabei könnte es sich um eine Vorstufe des Taltempels handeln, aber es ist auch denkbar, dass angesichts der nur rudimentär ausgeführten anderen Elemente des Komplexes hier ebenfalls nur eine sehr einfache Struktur errichtet wurde, da die Pyramide keine Grabfunktion mehr hatte. Die Mauerreste könnten aber auch zur Pyramidenstadt des Snofru gehört haben.

## Die Nekropole von Meidum
Direkt an der Ostseite der Umfassungsmauer der Pyramide befindet sich die Mastaba M17, die von Petrie 1917 erforscht wurde. Sie besteht aus ungebrannten Lehmziegeln und ihr Erbauer ist unbekannt. Der im Inneren aufgefundene Sarkophag hatte keine Inschriften und beherbergte eine gefledderte Mumie. M17 wurde mit Kalksteinbauschutt vom Bau der Pyramide – vermutlich der dritten Bauphase – aufgefüllt.
Etwa 600 Meter nördlich der Pyramiden liegt die große Nekropole der Prinzen und Würdenträger der 4. Dynastie unter König Snofru. Hier wurden sehr schöne verzierte Gräber gefunden. 1817 legte hier Auguste Mariette die berühmte Kapelle von Mastaba M16 frei. Sie gehört dem Prinzen und vermutlichen Baumeister der Meidum-Pyramide Nefermaat und enthält den berühmten „Gänsefries von Meidum“.
Aus der nahegelegenen Mastaba M15 des Prinzen Rahotep stammen die beiden bekannten Sitzfiguren von Rahotep und seiner Gattin Nofret, die sich heute im Ägyptischen Museum von Kairo befinden.

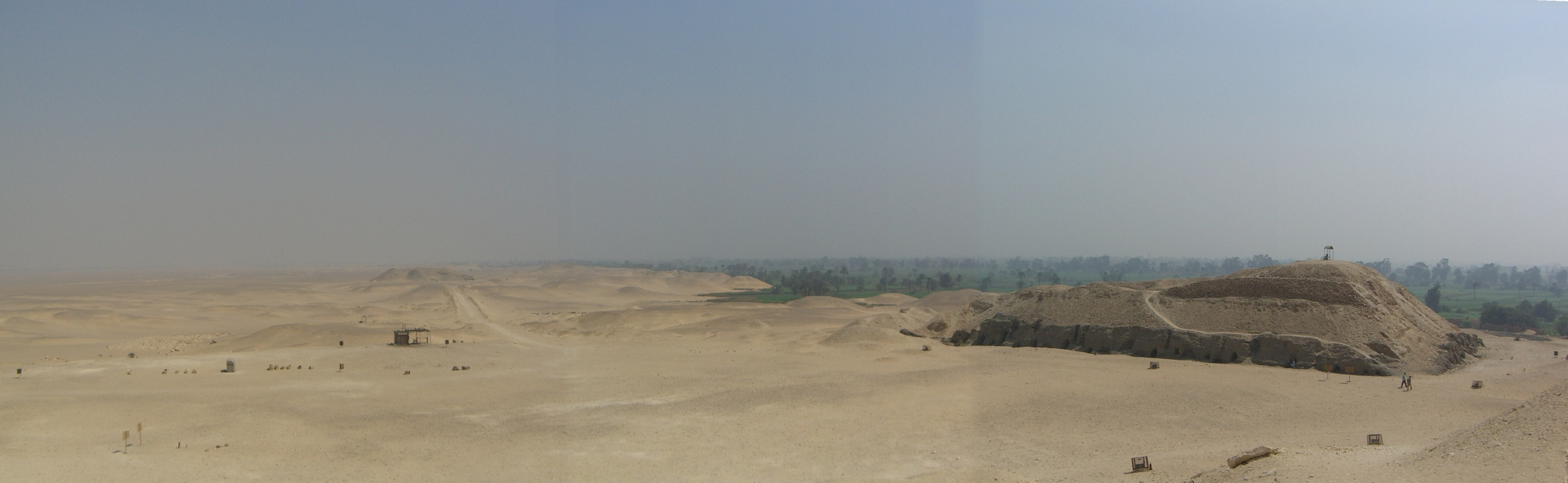
Panorama der Nekropole von Meidum aufgenommen vom Eingang der Meidum-Pyramide
Mastaba M17 und im Hintergrund Gräber der 4. Dynastie.

## Bedeutung für die weitere Pyramidenentwicklung
Mit der Meidum-Pyramide wurden neue Techniken speziell beim Bau der Substruktur eingeführt, wenn auch die Pyramidenbauweise selbst noch der 3. Dynastie verhaftet blieb. Zahlreiche weitere Elemente wie die Kultpyramide, die Position des Pyramidentempels und des Pyramidenkomplexes bildeten die Prototypen für alle folgenden Pyramiden des Alten Reiches. Mit dem Umbau der Phase E3 wurde die Pyramide dann äußerlich dem Stand des Pyramidenbaus der 4. Dynastie angepasst.